# Straniero... fatti il segno della croce!
Straniero... fatti il segno della croce! è un film del 1968, diretto da Demofilo Fidani con lo pseudonimo di Miles Deem.

## Trama
Un cacciatore di taglie se la prende con la gang di due fratelli che spadroneggiano sulla cittadina di White City. Al suo fianco, uno zoppo con qualche conto da regolare.